# ラミンジェリ人
ラミンジェリ人はアボリジニのクカブラク(Kukabrak、ンガリンジェリとも)を形成する民族の一つである。彼らはンガリンジェリ族の領土の一番西側に位置するヴィクターハーバーやポートエリオットを含むエンカウンター湾、グールワあたりに居住していた。
現代では、先住民の土地に対する権利 (Aboriginal title) (ネイティヴタイトル)に対する抗議で、従来の領土よりも広大な領土を主張している。

## 領土

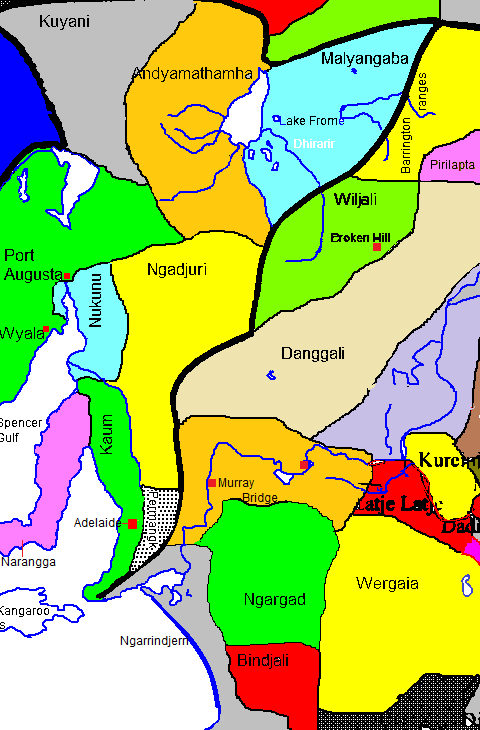
ラミンジェリ人が居住していた地域
(ンガリンジェリ族の領土の最西端あたり)

Ramindjeri Heritage Association Incはラミンジェリ人の領土は、南はカルタ(カンガルー島)を含むフルリオ半島南部から北はポートノアランガまたはトレンズ川までであると主張している。
しかし、カンガルー島が11000年前に本土から完全分離した時よりも早い段階で彼らがカンガルー島を所有していたという証拠はない。いくつか6000年前、5200年前、4300年前の小さな遺跡が発見されたが、それらが他の民族の物か、ラミンジェリ人の物かどうかは不明である。
ラミンジェリ人の領土は1998年と2000年にオーストラリア連邦裁判所が表明した、近隣のンガリンジェリ族とガウナ人の領土と著しく重なる。
言語学上の証拠に拠ると、1836年にウィリアム・ライトがラピッドベイで出会った「先住民」は"ガウナ"の言葉を話す者であったという。
1869年のオンカパリンガ川

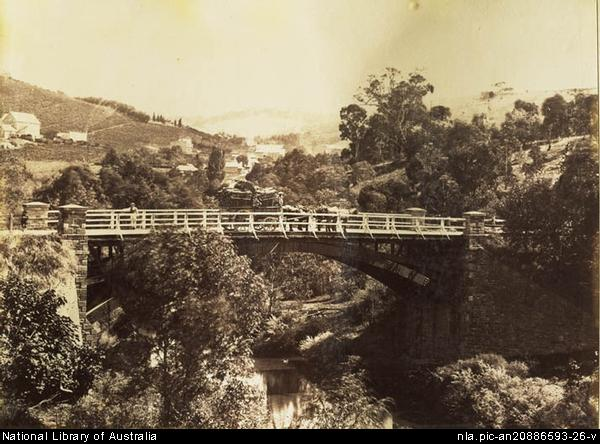

1837年、アザラシ漁師のナット・トーマスの案内のもとジョン・ラーソル・ブルの水域調査隊がオンカパリンガで開催した満月の儀式でラミンジェリ人は"エンカウンター湾のアボリジニ"として観察された。
1930年代に行われたロナルド・マレー・バーントとキャサリン・ヘレン・バーントによる民族誌学の研究で、6人のクカブラクが確認できたその後彼らが"ンガリンジェリ族"として記述されると、ラミンジェリ人はジャーヴィス岬からアデレードの南数キロ地点までを領有した。バーントは入植者がガウナ人を追い出したので、ラミンジェリ人は貿易ルートに沿って領土を拡大しているのだと思われると断定した。

## 部族
ラミンジェリ人は14の部族によって構成されていた。
| 部族名                                       | トーテム                                                                  | 居住地                                                                                 |
| -------------------------------------------- | ------------------------------------------------------------------------- | -------------------------------------------------------------------------------------- |
| (1) ラタウェリンジェラ(Ratalwerindjera)      | パンガリ(pangarii).(アザラシのこと)                                       | グールワ から ミドルトンまで                                                           |
| (2) ラタリンジェラ(Latalindjera)             | コンディリ(kondili) (鯨のこと)                                            | ヴィクターハーバーの近くのハインドマーシュ川付近                                       |
| (3) ムウェリンジェラ(Muwerindjera)           | 不明                                                                      | インマン川の西側河岸.                                                                  |
| (4) ンガラケリンジェラ(Ngarakerindjera)      | ンガラカニ(ngarakani)(鮫のこと)                                           | キングスポイント近くのンガラケラン(Ngarakerung)                                        |
| (5) クリルバリンジェラ(Krilbalindjera)       | クリルバリ(krilbali)(茶色のヒバリ)                                        | near コンディリナー(Kondilinar) (鯨の場所 という意味)                                  |
| (6) リミンジェラ(Limindjera)                 | リミ(limi) (アカエイ または オオセのこと)                                 | ハインドマーシュ川入江                                                                 |
| (7) ワティ＝エリリンジェラ(Wati-erilindjera) | ワティ＝エリ(wati-eri)(カケスのこと)                                      | ヘイフィールド山(Mount Hayfield)付近                                                   |
| (8) レプルダリンジェラ(Lepuldalindjera)      | レプルダリ(lepuldali)(ポッサムのこと)                                     | ロビンソン山(Mt Robinson)                                                              |
| (9) ヤルタリンジェラ(Yaltalindjera)          | ヨルディ(yoldi, yalti)(鵜のこと)                                          | ボールドヒルズ(Bald Hills)、インマンヴァレー                                           |
| (10)パリワリンジェラ(Pariwarindjera)         | トゥジルブキ(tjirbuki) (鶴の一種)                                         | ジャーヴィス岬(パリワ(Pariwa))                                                         |
| (11)ヤンカリャリンジェラ(Yangkalyarindjera)  | カライパニ(kalaipani) (マナガツオ)とティネマリ(tinemari) (ブリームのこと) | ヤンカリラ から ヤンキーヒル(Yankie Hill) そして ノルマンヴィル海岸(Normanville coast) |
| (12) メイペリンイェラ(Meiperinyera)          | 不明                                                                      | マイポンガ                                                                             |
| (13)ルウリンジェラ(Ruwurindjera)             | ウワル(uwal), クラーチ(kuratji)( Australian herring) のこと)              | ルウル(Ruwuru) ポートウィルンガの南                                                    |
| (14)タインバリンジェラ(Tainbarindjera)       | ムルガリ(mulgali) (黄土のこと)                                            | タインバラング(Tainbarung)、 ノアルンガ川(Noarlunga River)                             |

## 文化
ラミンジェリ人にはマンティマンアリ(mantimanŋari)と呼ばれる、部族の一員に警告や教訓が含まれた注意を促す、トゥンアリ(tuŋari)様式の歌がある。

## 西洋との接触
1802年サウスオーストラリア州のアボリジニで最初にカルタ(カンガルー島)を本拠地としていた西洋人と調和の取れた接触をした民族とまではいかなくても、西洋人は地元の女性を狙ってラミンジェリ人の領土(ruwe)を襲撃した.。
これについて19世紀初頭、1836年以前に和解が成立した。
1830年代、ラミンジェリ人の男性は捕鯨者としてエンカウンター湾周辺で働き始めた。

## 先住民の土地に対する権利
ラミンジェリ人の領土は1998年にンガリンジェリ族の原告に提出された主張に左右され、判決は現在も継続している。
だが、2009年、Ramindjeri Heritage Association Incの代表者、カルノ・ウォーカー(Karno Walker)はンガリンジェリ族による主張の正当性に異議を唱えた。
彼はラミンジェリ人は1998年にンガリンジェリ族が、2000年にガウナ人が主張した土地を含む領土を持つ正当な権利を持つ所有者である、と主張しガウナ人とンガリンジェリ族を"Johnny-come-latelys(成り上がり者)"と呼んだ。
ネイティヴタイトルの主張は2010年に連邦裁判所に記録され、ラミンジェリ人は北はトレンズ川まで、西はカンガルー島まで、東はマレーマウスまでの20,000平方キロメートル (4,900,000エーカー)の土地を領有することになった。その後ウォーカーはラミンジェリ人の領土をティーツリーガリーまで拡大する様私的の主張をした。
アデレード市議会が100万ドルかかるヴィクトリアスクウェアの再開発のマスタープランを発表した後、カルノ・ウォーカーとマイケル・ティーレ(Michael Tiele)とcommunity development consultants Encompass Technologyは500万ドルかかる、ラミンジェリ人をテーマにした再開発をする様申し出た。彼らは民間開発者が2000台収容可能の地下駐車場の駐車場料金の収入を提供することによって成し遂げられる、と主張した。

## ノート
1. ↑  "この民族全体の伝統的分類はクカブラクが妥当である: 以下述べるこの用語は、ラミンジェリ人が彼ら自身を社会文化的や言語学的に異なっていると彼らが認識した近隣の民族と区別する為に使われた。しかし、ナリンイェリ(Narrinyeri、ンガリンジェリのこと)という用語は文学上でも絶えず他のアボリジニの民族によって現在もこの地域に居住している、ラミンジェリ人を共通の家系と認識している先住民によって使われている--彼らが彼ら自身を特定する為の伝統的な呼び名が失われているにも関わらず。"[8]
2. ↑  'ラタルウォー(Ratalwar)の地名より。 ミドルトン(ラタラング、Ratalang)西部にある岬。向かいにあるのはラタウェリンジェラにとって重要な岩であるケリー岩(Keli Rock、ケリーは犬の意味)。ラタウェリンジェラの神話で犬は変身した人間のことを指す。 南極海からの激流が水飛沫をあげてケリー岩を覆うと、犬がわんわんと吠えるのだ。この音はラタウェリンジェラの人々に嵐の接近を警告する物となった。'[11]
3. ↑  例えば、最近夫を亡くした母親が極度に急いで再婚する事を嘲ったりする

### 引用・出典
1. ↑  Berndt, Berndt & Stanton 1993, p. 21.
2. ↑  Brown 1918, p. 242.
3. ↑  金城秀樹「オーストラリア先住民の土地所有 : 共同体と共同体的土地所有」『札幌大学総合論叢』第33巻、札幌大学、2012年3月、49-65頁、ISSN 1342324X、NAID 110009493700、国立国会図書館書誌ID:024319268。
4. 1 2 3  Wheatley 2009.
5. 1 2  Amery 2016, p. ?.
6. ↑  発音は[ˈɡɑːnə], あるいは [ˈɡaʊnə], ガウナ語 
 (ɡ̊auɲa) あるいは稀に 
[kʰana]
7. ↑  Taylor 2002, p. 52.
8. ↑  Berndt, Berndt & Stanton 1993, p. 19.
9. ↑  Berndt, Berndt & Stanton 1993, p. 312.
10. ↑  Berndt, Berndt & Stanton 1993, pp. 311–312.
11. ↑  Berndt, Berndt & Stanton 1993, p. 311.
12. ↑  Tindale 1974, p. 34.
13. ↑  Barker 1894, p. 6.
14. ↑  Berndt, Berndt & Stanton 1993, p. 1.
15. ↑  Jenkin 1979, p. 26.
16. ↑  Jenkin 1979, p. 50.
17. ↑  Ramindjeri map 2010.
18. ↑  ABC 2011.
19. ↑  Greenwood 2011.
20. ↑  Charrison 2010.